# プヤ・フリジェシュ
プヤ・フリジェシュ（ハンガリー語: Puja Frigyes, 1921年2月2日 – 2008年7月5日）は、ハンガリー人民共和国の政治家。1973年から1983年まで外務大臣を務めた。
1934年から第二次世界大戦終わりまで、植字工として就労した。その後、ハンガリー共産党に入党。1953年から1955年まで駐スウェーデン大使を務めた。その後、駐ノルウェー大使、駐デンマーク大使、駐オーストリア大使を歴任。1959年から1963年まで外務副大臣を務めた。
その後、ハンガリー共産党の後継であるハンガリー社会主義労働者党で外務部中央委員長に就任。1973年に外務大臣に就任。1983年より駐フィンランド大使。ハンガリーの外交政策に関して多数の出版物を発行した。1988年には自伝を出版した。